# Діва (сузір'я)
Ді́ва (лат. Virgo, дос. «Незайманий/незаймана») — зодіакальне сузір'я, що лежить між Левом і Терезами. У сузір'ї Діви в сучасну епоху розташована точка осіннього рівнодення. Це одне з найбільших сузір'їв на небі. Його легко знайти на зоряному небі завдяки найяскравішій зірці Спіці.

## Історія
Стародавнє сузір'я. Включене в каталог зоряного неба Клавдія Птолемея «Альмагест». Греки бачили в цьому сузір'ї найрізноманітніших богинь і героїнь. Однак, найрозповсюдженіша версія, що це Деметра, дочка Кроноса і Реї, богиня плодючості і землеробства, мати Персефони. На зображеннях Діва тримає колос, який за розташуванням відповідає зірці Спіка. Інша яскрава зоря сузір'я — Віндеміатрікс, (Vindemiatrix — лат. «виноробниця»). Вважали, що це — перетворений на зірку юнак Ампел, коханий Діоніса, бога плодоносних сил землі та виноробства. Див. також ампелографія.
Згідно з Аратом, це богиня Діке, яка втекла від людей на небо.

## Зорі

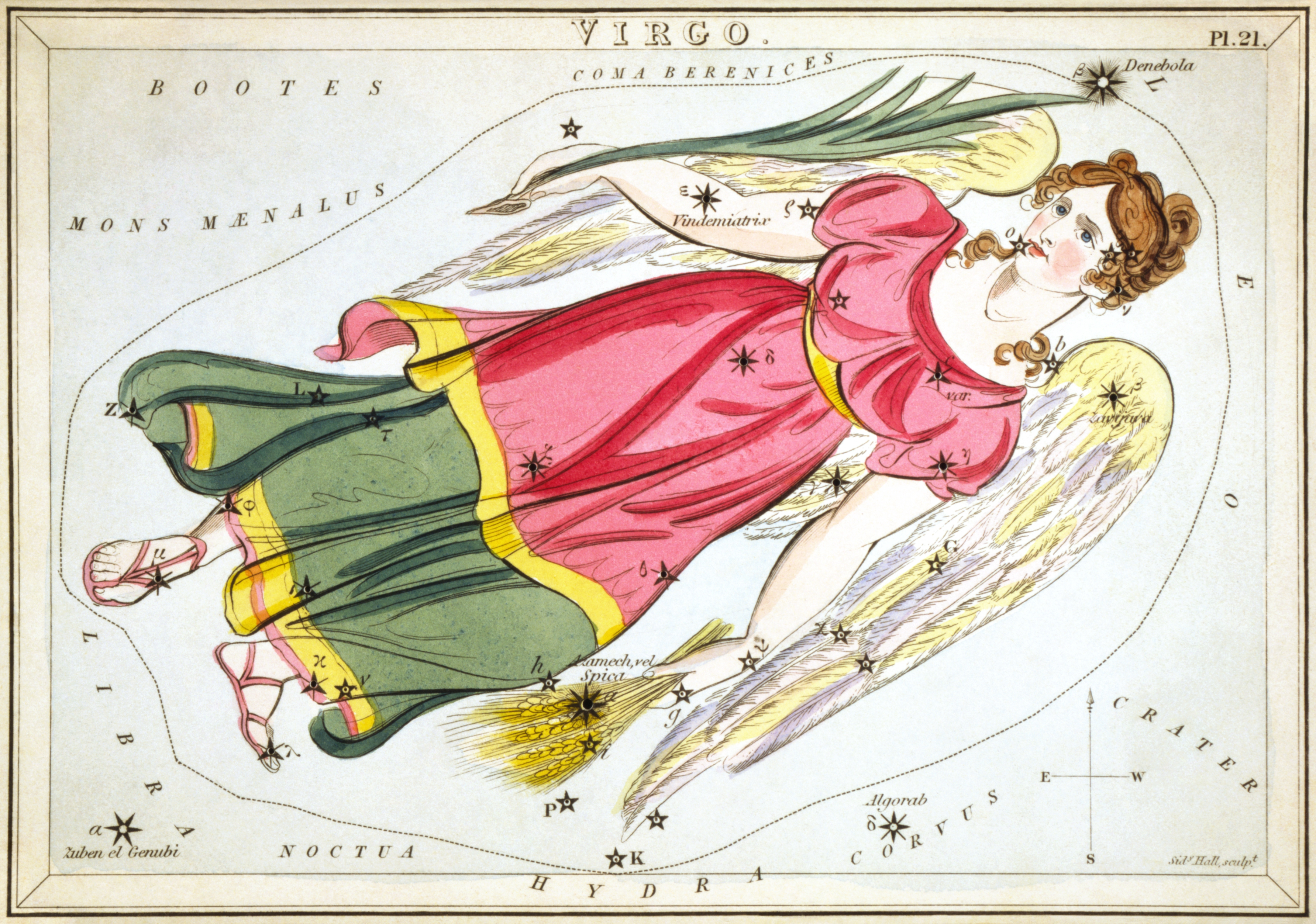
Сузір'я Діви із «Дзеркала Уранії», набору тематичних карток опублікованого у Лондоні, бл. 1825

Найяскравіша зірка — Спіка (α Діви), що на латині означає «колос», — масивна спектральна подвійна 1,0 зоряної величини, що демонструє затемнення з періодом 4 доби. Зірка Порріма (γ Діви), що означає «богиня пророцтв», — одна з найближчих до нас подвійних зірок (відстань 32 світлових роки) з дуже витягнутою орбітою і періодом 171 рік. Блиск кожного з її компонентів 3,45 зоряної величини, а разом 2,7; максимальна відстань між ними близько 6'' була у 1929 році, але до 2007 року вона зменшиться до 0,5'' і зірка буде видима як одиночна.
На відстані близько 42 млн. св. років знаходиться скупчення галактик Coma-Virgo (Волосся Вероніки — Діва), що складається з більш ніж 3000 членів, серед яких еліптичні галактики М49, М59, M60, М84, М86, М87 (у якої з ядра вилітає струмінь) і М89; пересічена спіраль М58, яскрава спіраль M90, повернута до нас ребром спіраль M85 і велика, розгорнута долілиць спіраль М61. Майже з ребра видно галактику Сомбреро M104, що названа так через потужну темну пилову лінію, яка проходить вздовж екваторіальної площини. Вона розташована близько 10° на захід від Спіки. В сузір'ї Діви розташований надяскравий квазар 3С 273 (12-та видима зоряна величина), найвіддаленіший об'єкт, що доступний аматорському телескопу (червоне зміщення 0,158; відстань 3 млрд світлових років).

## Спостереження
Сонце перебуває в сузір'ї Діви з 16 вересня до 30 жовтня.
Найкращі умови для спостережень у квітні — травні.